# Icius subinermis
Icius subinermis är en spindelart som beskrevs av Simon 1937. Icius subinermis ingår i släktet Icius och familjen hoppspindlar. Inga underarter finns listade i Catalogue of Life.